# Portaavions Ryūjō
El Ryūjō (japonès: 龍驤, Drac Rampant) era un portaavions lleuger de la Marina Imperial Japonesa. Va ser construït a les drassanes de Mitsubishi a Yokohama el 1929, botat el 1931 i comissionat el 1933.
El seu disseny de només 8.000 tones es guanyà ràpidament una pobre reputació marinera, perquè demostrà ser gairebé inoperable com a plataforma aèria i com a vaixell d'alta mar sota condicions de mar gruixuda degut a la seva forta inestabilitat.
Entre 1934 i 1936 va ser profundament modificat per fer-lo més mariner, s'eixamplà la seva obra viva per baixar el centre de gravetat i s'elevà una coberta el seu castell de proa per fer-lo menys "humit", doncs l'aigua de mar solia abatre'l fàcilment amb el disseny original. Després de les millores, va ser usat durant la Segona Guerra Sinojaponesa.
El Ryūjō presentava la coberta correguda de longitud menor que l'eslora cap al sector del pont de comandament, situat a la part davantera. Tenia l'armament en plataformes que sobresortien molt de l'estructura, les xemeneies estaven al costat d'estribord i cap a baix, llançades en angle. El forat de l'ascensor de popa resultà ser petit per a les noves generacions d'avions embarcats, però malgrat tot el Ryūjō tingué una activa participació en la guerra, on les condicions marítimes li eren favorables. A més, el seu blindatge era molt pobre, ja que no sobrepassava els 20mm de gruix en l'horitzontal i els 25mm en la vertical.
Durant la Segona Guerra Mundial va ser comandat pel capità Tadao Kato, convertint-se en el vaixell insígnia de la 4a Divisió de Portaavions, sent posteriorment assignat a tasques secundàries davant dels grans portaavions llavors en actiu, situació que canvià radicalment després de la pèrdua de 4 portaavions a la batalla de Midway, durant la qual participà en l'atac a les Aleutianes amb el portaavions Junyō. Després de Midway tornà a ser destinat a primera línia.
Va ser usat com a esquer durant la batalla de les Salomó occidentals i enfonsat el 24 d'agost de 1942 al nord de Guadalcanal per un atac aeri dels aparells del USS Saratoga, després de ser tocat per diverses bombes i per un torpede. Uns 120 membres de la seva tripulació van enfonsar-se amb el vaixell.

## Galeria d'imàtges del Ryūjō

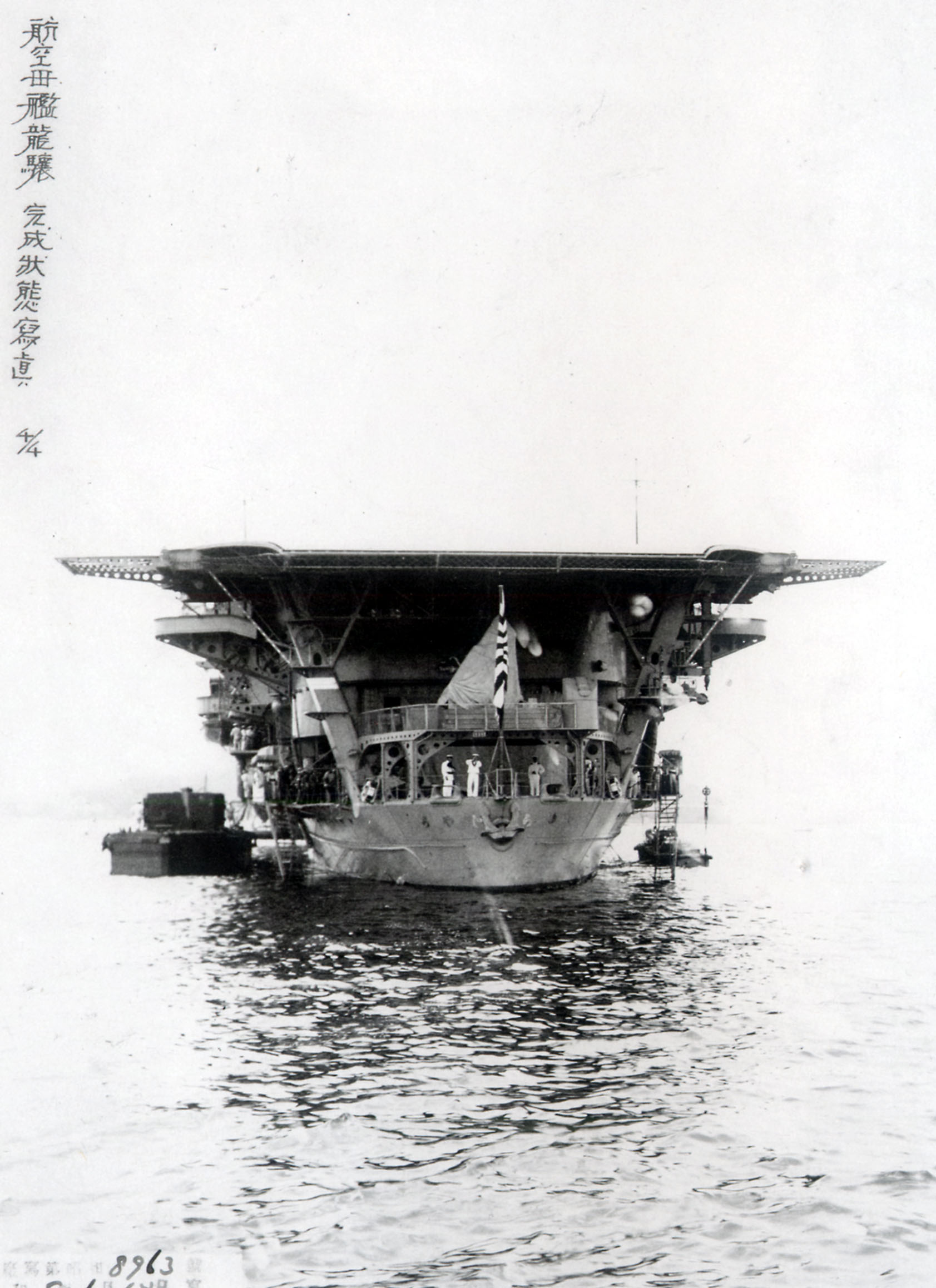
Vista de popa del Ryūjō.
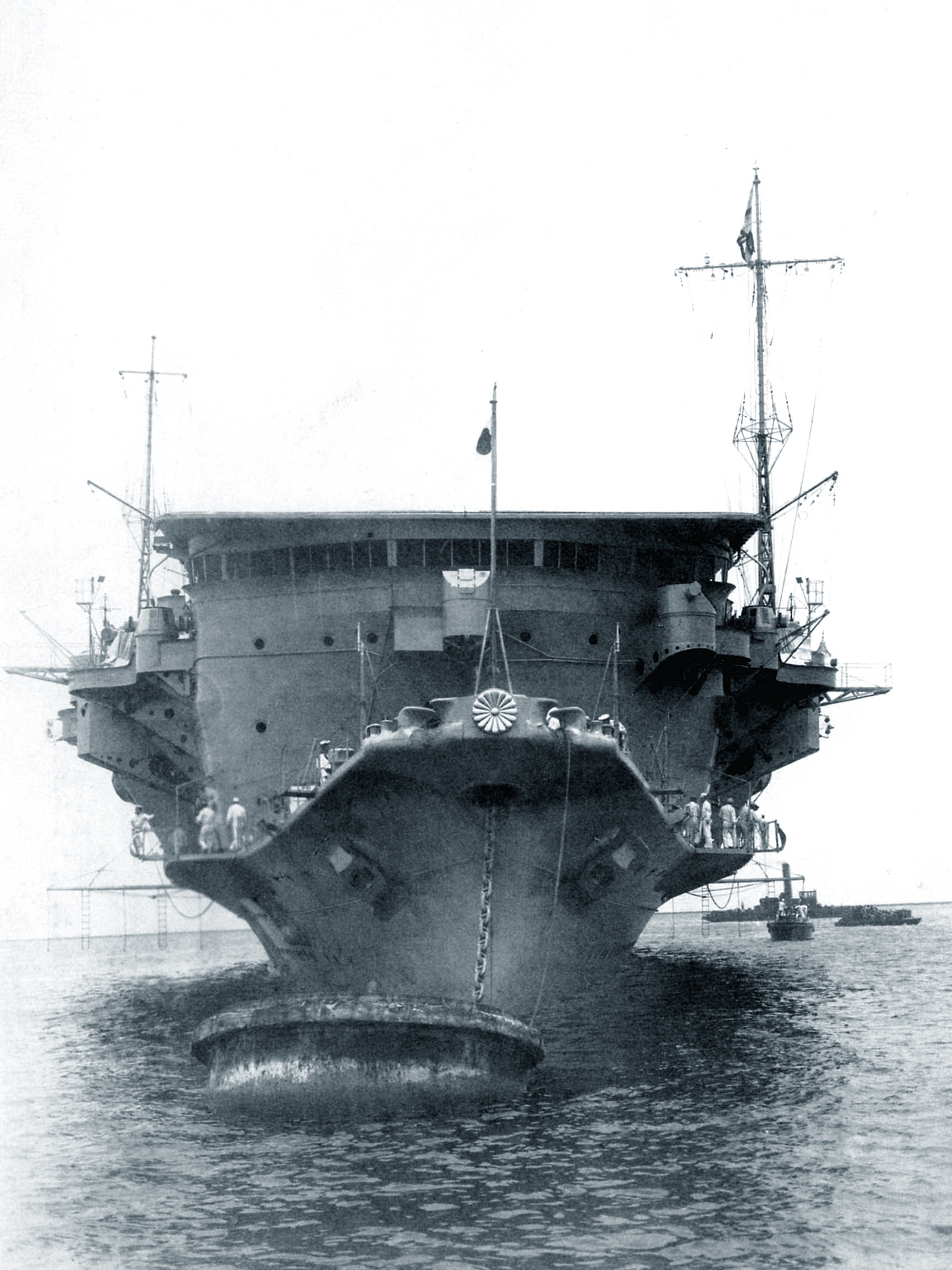
Vista de proa del Ryūjō.
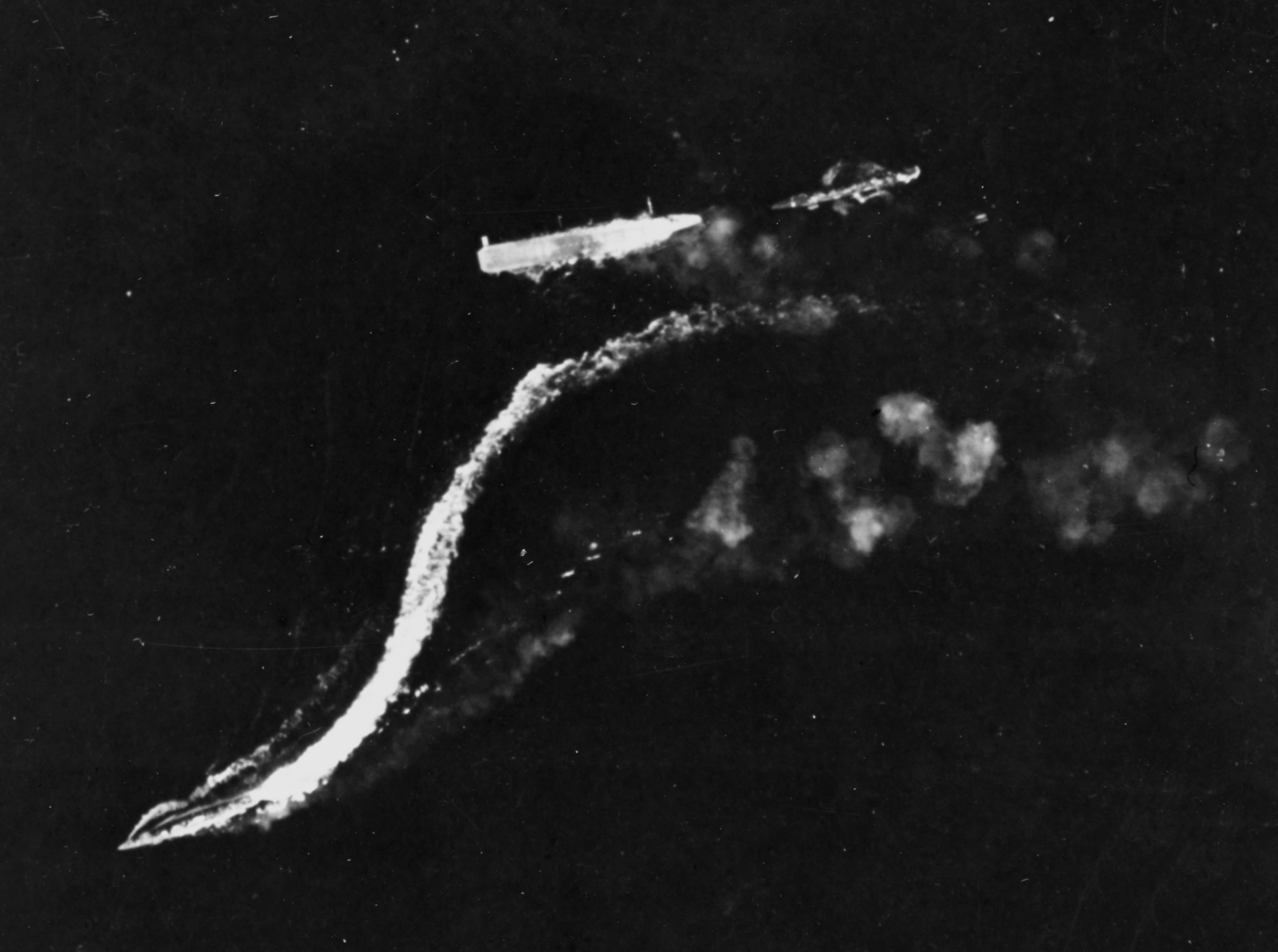
El Ryūjō com a esquer durant la batalla de les Salomó Orientals (1942).